# 何忠友
何忠友（1965年11月30日—），男，汉族，安徽无为人。中华人民共和国政治人物。1988年7月参加工作，1993年6月加入中国共产党。西南交通大学计算机专业毕业，英国伦敦经济学院信息系统分析与管理专业研究生学历，理学硕士学位。现任中共新疆维吾尔自治区党委副书记，新疆生产建设兵团党委书记、政委，中国新建集团公司董事长（正部长级）。

## 简历
历任广东省交通厅副处长、处长，广东省公路管理局副局长，省交通厅总工程师，广东省交通集团有限公司总经理，省交通厅党组书记、厅长，省交通运输厅党组书记、厅长等职。2011年12月任中共河源市委书记。
2016年1月，任广东省人民政府副省长。2017年5月，任中共广东省委常委、政法委书记。2019年12月，调任中共海南省委常委、海口市委书记。
2021年10月，调任中共新疆自治区党委副书记。2023年5月，兼任中共乌鲁木齐市委书记。2024年7月，升任新疆生产建设兵团党委书记、政委，中国新建集团公司董事长，同年8月明确为正部长级。